# Eupithecia phaiosata
Eupithecia phaiosata là một loài bướm đêm trong họ Geometridae.